# InSight
InSight (англ. Interior Exploration using Seismic Investigations, Geodesy and Heat Transport, раніше називався англ. Geophysical Monitoring Station — GEMS) — місія НАСА в рамках програми Discovery з доставки на Марс дослідного посадкового апарата для вивчення внутрішньої будови і складу Червоної планети, для кращого розуміння історії Землі і Сонячної системи. Запуск місії успішно здійснено 5 травня 2018 року, апарат успішно здійснив посадку 26 листопада 2018 року на рівнині Елізій, тоді ж відділиться сейсмометр і тепловий зонд. Також буде проведений радіоексперимент для вивчення внутрішньої структури Марса.
Спускний апарат виготовлений компанією Lockheed Martin, підрозділом Lockheed Martin Space Systems у 2010-х роках, запуск планувалось здійснити у березні 2016 року. Проте через несправність одного з інструментів запуск було відкладено до 5 травня 2018 року.
Мета InSight — розмістити на поверхні Марса стаціонарний апарат, обладнаний сейсмометром і тепловим датчиком для вивчення ранньої геологічної еволюції планети. Це може надати нове розуміння щодо землеподібних планет — Меркурія, Венери, Землі, Марса та Місяця. Апарат використає технології попередньої станції — «Фенікс», яка успішно здійснила приземлення на Марс у 2008 році, очікується, що кошти і ризик у цій місії будуть зменшені у порівнянні з місією «Фенікс».
Через виявлений витік у вакуумній камері сейсмодатчиків головного інструмента спускного апарата, стартове вікно було пропущено і апарат був повернутий в Денвер, до цехів Lockheed Martin для зберігання. НАСА вирішило у березні 2016 року витратити 150 млн дол. на перенесення запуску апарата на травень 2018 року. Цей час був використаний на усунення несправності сейсмометру, також було збільшено кошторис з 675 млн до 830 млн дол.

## Історія

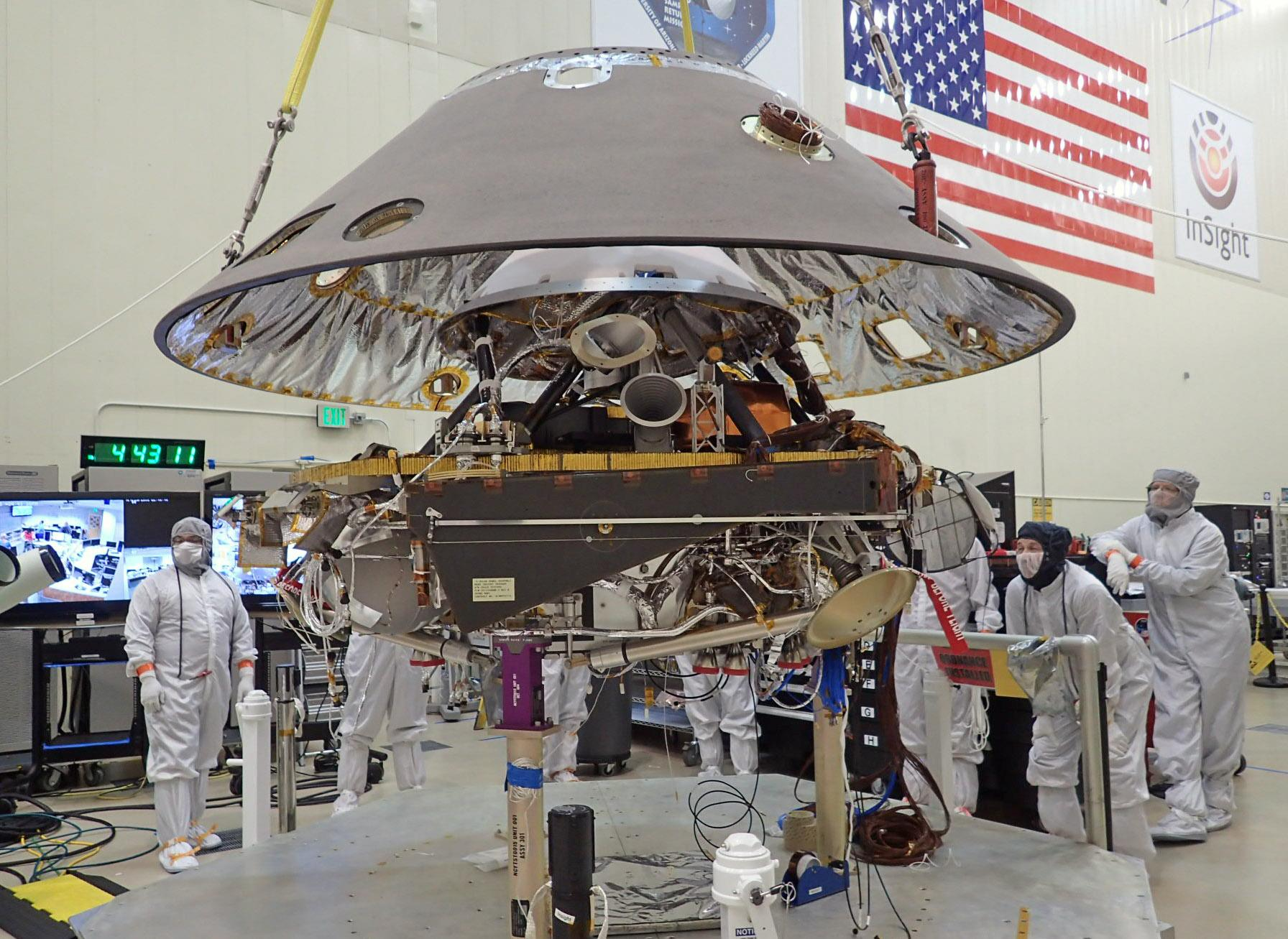
Збірка InSight, 2015.

Первісно апарат InSight мав назву ГМС (геофізична моніторингова станція), проте назва була змінена на початку 2012 року за дорученням НАСА. У 2010 році для наступної місії за програмою Discovery були отримані 28 пропозицій: три місії було запропоновано відправити до Місяця, чотири на Марс, сім до Венери, одну до Юпітера, одну до Юпітеріанського троянця, дві місії до Сатурна, сім місій до астероїдів і три місії до комет. З них були обрані фіналістами три місії, вони отримали 3 млн дол. у травні 2011 року для подальшої розробки концептів. У серпні 2012 року фіналістом стала місія InSight. Розробка проєкту доручена Лабораторії реактивного руху (JPL), яка займалася розробкою марсоходів «Спіріт», «Оппортьюніті» та «К'юріосіті». Вартість місії складає близько 425 млн дол. (без урахування вартості ракети-носія і витрат партнерів з Франції та Німеччини).
НАСА розпочала створення спускного апарата 19 травня 2014 року, а головні випробування були заплановані на 27 травня 2015 року.
Постійний вакуумний витік у сейсмометрі SEIS призвів до перенесення дати запуску з березня 2016-го на травень 2018 року. Лабораторія реактивного руху взяла на себе розробку вакуумного контейнера для SEIS, інтеграція і тести здійснюватимуться разом із розробником НЦКДФ. Складності з міжпланетним сейсмометром виявилась вперше у спускного апарата «Вікінг-1», коли сейсмометр не запрацював у 1976 році. Сейсмометр «Вікінга» був вмонтований у апарат, це значить, що інструмент піддавався вібраціям від різних операцій апарата, вітру. Дані сейсмометра використовувалися для оцінки товщини геологічної кори Марса між 14 і 18 км на посадковому майданчику «Вікінг-2». Сейсмометр «Вікінга-2» визначив силу марсіанських вітрів, ці дані доповнили метеорологічні результати. Апарат, можливо, сприйняв один землетрус, проте він не був підтверджений через обмеженість конструкції апарата, особливо через побочні шуми, як-от вітер. Дані про вітер виявилися корисними самі по собі, і, незважаючи на обмеження даних, можна було виключити широкомасштабні і великі землетруси.
Сейсмометри також були застосовані у місіях до Місяця — «Аполлони» -12, -14, -15 і -16 і забезпечили даними щодо місячної сейсмології, відкрили місячні землетруси. Мережа сейсмометрів місій «Аполлон», яка діяла до 1977 року, зафіксувала понад 28 марсотрусів силою до 5,5 балів за шкалою Ріхтера.
Радіодоплерівські вимірювання здійснювались апаратом «Вікінг», 20 років по тому — апаратом Mars Pathfinder, і в кожному випадку розраховувалась вісь обертання Марса. Поєднання цих даних, розмір ядра вдалося «зменшити» завдяки тому, що зміна осі обертання за 20 років дала змогу встановити швидкість прецесії, а також обчислити момент інерції планети.
Коли запуск апарата було відкладено, космічний апарат було відправлено до наземних цехів Lockheed Martin у Колорадо на зберігання (окрім сейсмометра), ракета-носій Atlas V, яка була заброньована для запуску, замість Insight запустила місію WorldView-4.

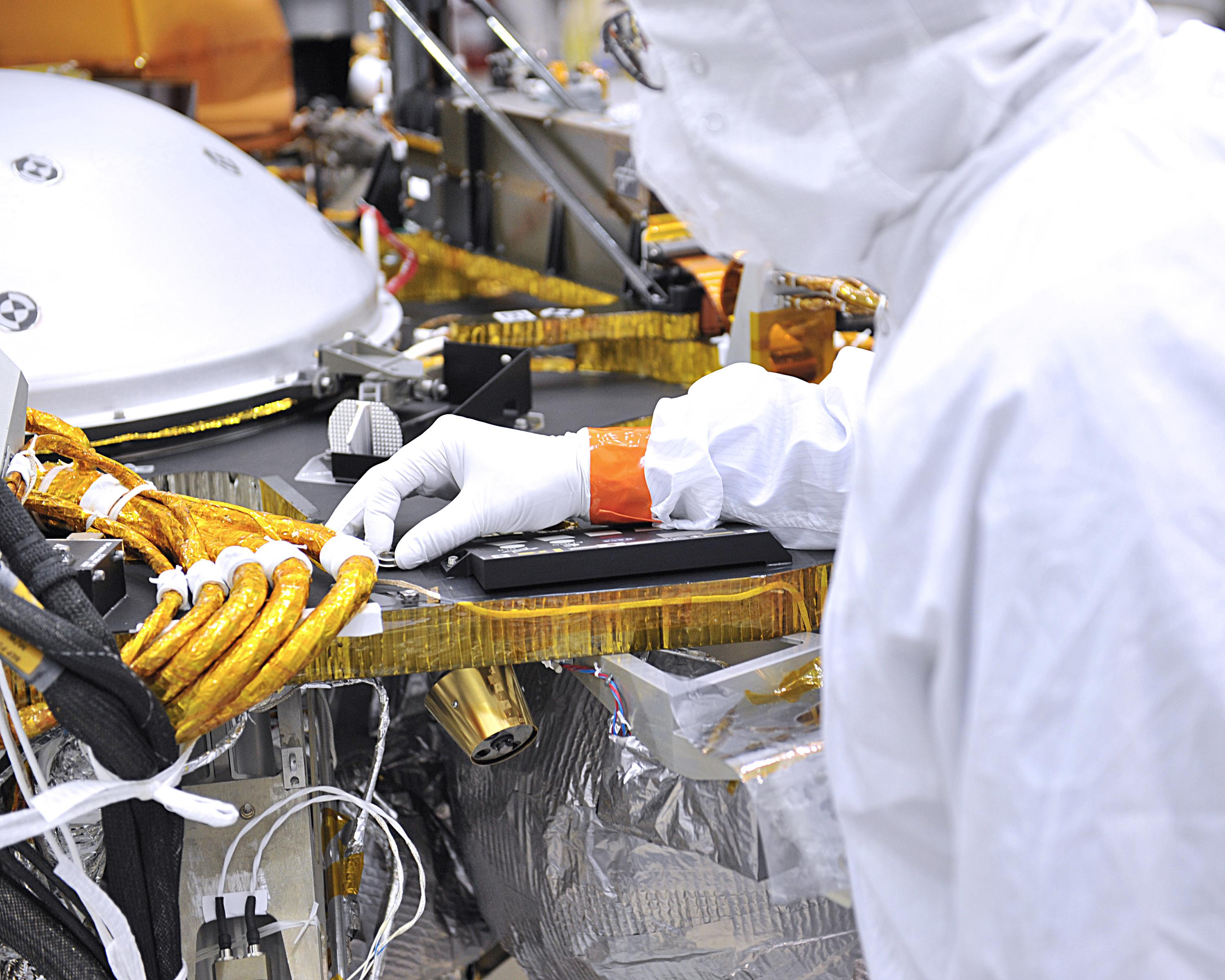
Другий чип з іменами, на якому містяться 1,6 млн імен, розміщений на апарат InSight у січні 2018 року.

9 березня 2016 року НАСА оголосило, що місія InSight буде відкладена до 2018 року, а кошторис збільшений на 150 млн дол. Пускове вікно було призначене на 5 травня 2018 року, а приземлення на Марс — 26 листопада 2018 року. Як і планувалося раніше, апарат запущений за допомогою ракети-носія Atlas V з бази Ванденберг, Каліфорнія. Лабораторія реактивного руху НАСА отримала завдання на створення нового вакуумного елемента сейсмометра, а Національний центр космічних досліджень Франції забезпечить встановлення інструменту на апарат і тестування.
22 листопада 2017 року були завершені термальні тести InSight у вакуумній камері. 23 січня 2018 року були протестовані сонячні панелі апарата і встановлений другий мікрочип з 1,6 мільйона імен, які зробили заявку на сайті, чип вмонтовано на корпус апарата.
28 лютого 2018 року InSight завантажений компанією Lockheed Martin Space Systems у Денвері і відправлений на повітряну базу Ванденберг, Каліфорнія, літаком Boeing C-17 Globemaster III для підготовки до запуску.
26 листопада 2018 року зонд InSight здійснив посадку на Марсі.
У грудні 2018 року InSight передав на Землю аудіозапис вітру. Про це в Twitter повідомив глава НАСА Джим Брайденстайн:

## Цілі програми

Внутрішня структура Землі, Марса і Місяця (в уяві художника)

Місія InSight розмістить на поверхні Марса стаціонарний автоматизований апарат для вивчення внутрішньої структури і дасть змогу відповісти на фундаментальне питання планетології і Сонячної системи: розуміння процесу — як сформувалися кам'яні планети (разом із Землею) у Сонячній системі більше ніж 4 млрд років тому.
Головна мета InSight — вивчення найранішої історії еволюції процесів, які сформували Марс. Дані будуть отримані шляхом вивчення розміру, товщини, щільності загальної структури ядра Марса, мантії і кори, а також швидкості виділення тепла планетою, таким чином InSight зазирне в еволюційні процеси всіх землеподібних планет зовнішньої Сонячної системи. Кам'яні зовнішні планети мають спільне походження через процес під назвою акреція. Зі збільшенням розміру тіла його структура нагрівається і перетворюється на планету земного типу, що містить ядро, мантію та кору.
Місія визначить, чи присутня на Марсі сейсмічна активність, виміряє кількість теплового потоку планети, здійснить оцінку розміру ядра планети і характеристику ядра — рідке воно чи тверде. Це будуть перші дані про Марс такого спрямування. Також очікується підрахунок частоти падіння метеоритів (10—200 спостережень на рік для InSight), це забезпечить додаткові сейсмо-акустичні дані апарата щодо структури Марса. Друга мета місії полягає в отриманні поглиблених знань з геофізики, тектонічної активності і вплив метеоритів на Марс, що може надати свідчення щодо відповідних процесів на Землі. Виміри товщини кори, мантійної в'язкості, радіусу ядра і його щільності, сейсмічної активності мають бути точнішими у від 3 до 10 разів за поточні дані.
З точки зору фундаментальних процесів формування планет вважається, що Марс містить найдавнішу інформацію щодо формування, оскільки він достатньо великий, щоб зазнати найбільш рінніх процесів акреції і внутрішнього нагріву, які формували планети земної групи, проте достатньо малий, щоб мати сліди цих процесів.

## Конструкція

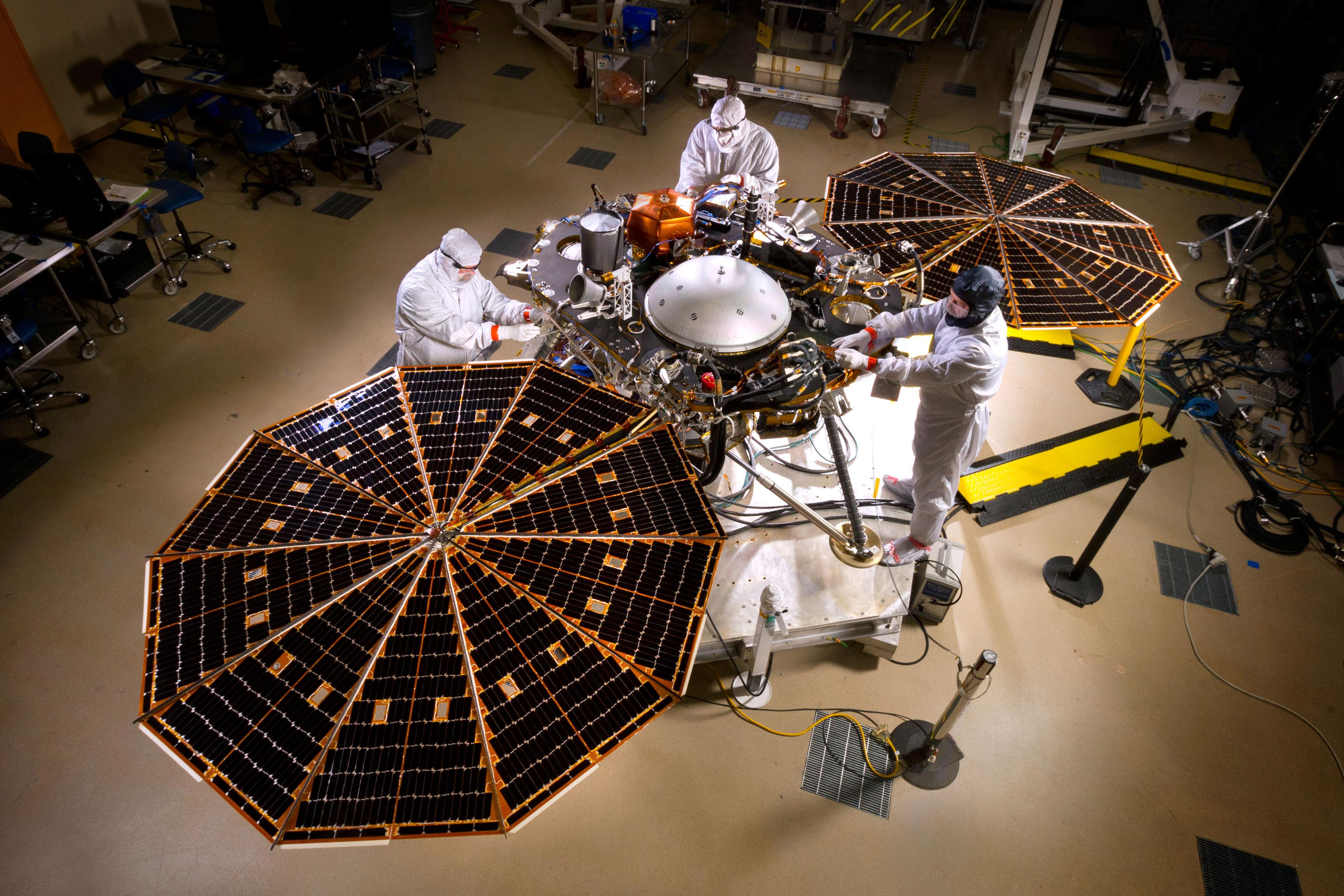
Insight у кімнаті для очищення.

Розробка апарата InSight здійснювалась із врахуванням минулих напрацювань місії «Фенікс». На апараті встановлені сонячні панелі, тому він здійснить посадку біля екватора, щоб поглинати якомога більше енергії. Приблизний час активної роботи — 2 роки (1 марсіанський рік). Конструкція апарата розрахована на запсук ракетою-носієм Atlas V. Разом зі спускним апаратом будуть запущені два кубсати, що будуть подорожувати до Марса окремо.

### Технічні параметри спускного апарата

#### Вага
- Загальна: 694 кг[39]
  - Спускний апарат: 358 кг[39]
  - Система спуску посадкового апарата: 189 кг[39]
  - Транспортний модуль: 79 кг[39]
  - Паливо: 67 кг[39]
- Кубсати Mars Cube One: 13,5 кг кожен[39]

#### Розміри
З розгорнутими сонячними панелями — 6 м. Науковий модуль 1,56 м завширшки і 0,83—1,08 м заввишки. Довжина роботизованої «руки» — 2,4 м.

#### Живлення
Живлення забезпечується двома круглими сонячними панелями, кожна 2,15 м у діаметрі, і складається з багатокомпонетних сонячних панелей. Після приземлення на марсіанську поверхню, панелі розгорнуться, як віяло.

## Наукові інструменти

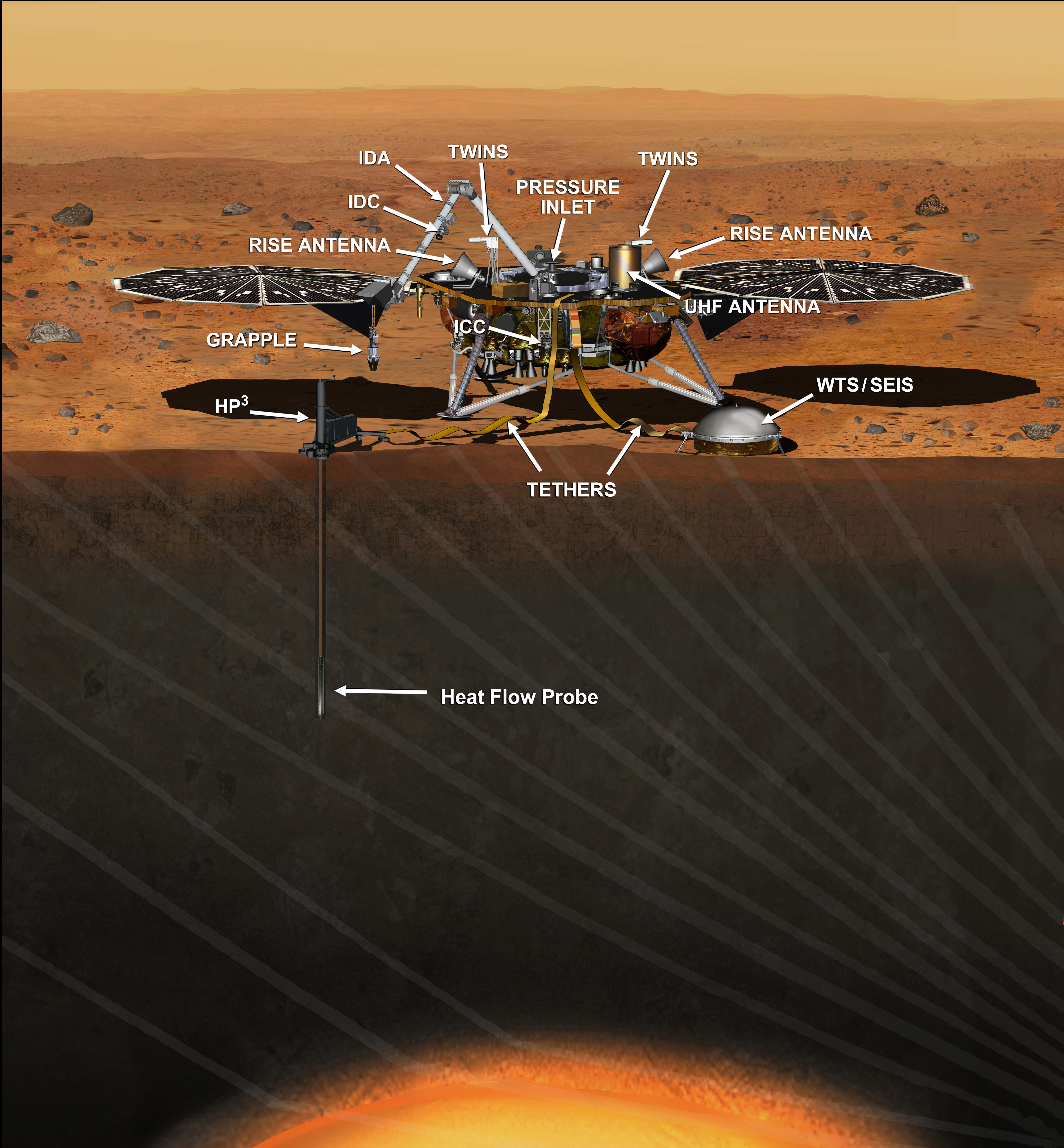
InSight із позначками назв інструментів

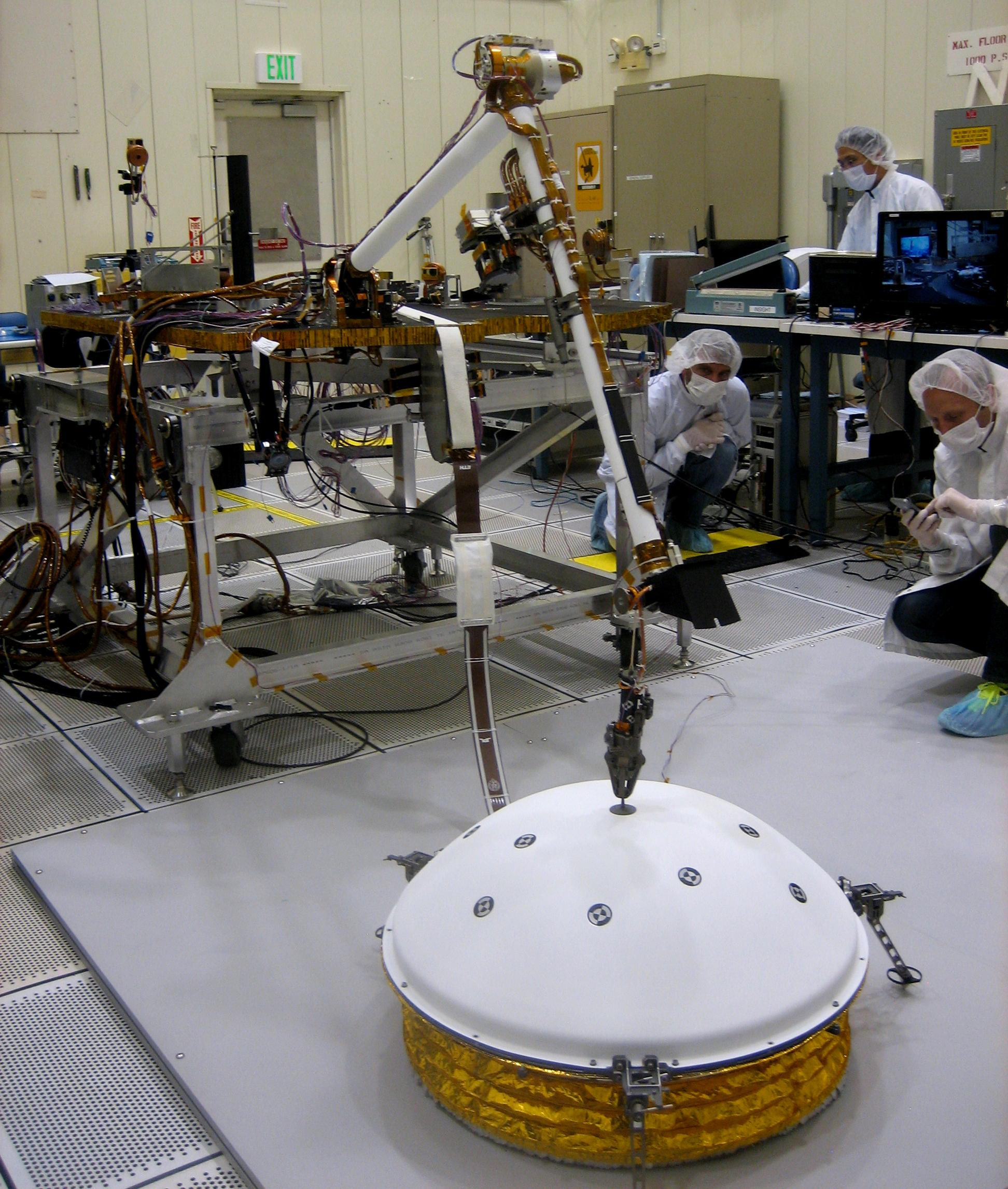
Тест 2,4 м роботизованої руки апарата, який відділяє сейсмометр

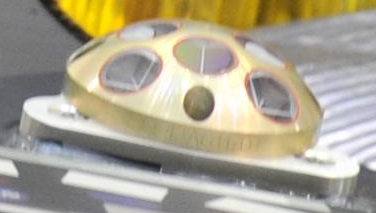
Лазерний ретрорефлектор на модулі InSight

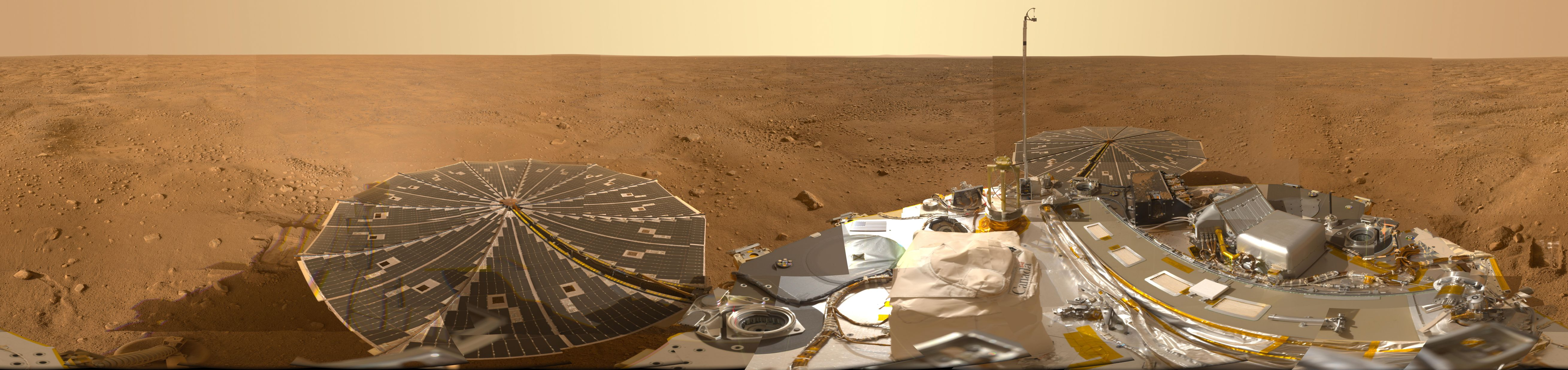
Панорама посадкового майданчика апарата Phoenix. Це «батько» апарата InSight. Він здійснив посадку у північному регіоні Марса у 2008 році, InSight здійснить посадку в районі екватора.

Наукове обладнання посадкового апарата InSight важить 50 кг, воно складається з наукових інструментів і систем забезпечення нормальної роботи, як-от комплект додаткових датчиків корисного навантаження, камери, системи розгортання інструментів і лазерний ретрорефлектор. Наукові інструменти включають два головні інструменти, SEIS and HP3:
- Seismic Experiment for Interior Structure (SEIS, «Сейсмічний експеримент внутрішньої структури») — сейсмометр для прецезіонного вимірювання тектонічної активності Марса[42]. Надано Національним центром космічних досліджень Франції за участю Паризького інституту геофізики[fr], Швейцарського федерального технологічного інституту, Інституту досліджень Сонячної системи Макса Планка, Імперського коледжу Лондона і Лабораторії реактивного руху НАСА. Вартість інструменту становить 42 млн. дол.
- Heat Flow and Physical Properties Package (HP3, «Набір вивчення теплових потоків і фізичних властивостей») — зонд, призначений для вимірювання теплового потоку під поверхнею Марса. Планується, що інструмент пробурить 5-метрову свердловину, що перевершує всі попередні інструменти для збору зразків — скребки, бури, маніпулятори. Це дасть змогу визначити, яка кількість тепла виходить із внутрішніх шарів Марса[42]. Інструмент наданий Німецьким аерокосмічним центром
- Rotation and Interior Structure Experiment (RISE, «Експеримент обертання і внутрішньої структури») — експеримент із прецизійного вимірювання коливань Марса під впливом Сонця. Шляхом вимірювання доплерівського зміщення і змін в тривалості серії радіопередач між зондом InSight і Землею планується визначити внутрішню будову Марса. Експеримент підготовлений Лабораторією реактивного руху НАСА.
- Temperature and Winds for InSight (TWINS) («Вимірювання температури і вітру»), виготовлений Центром астробіологічних досліджень[es] Іспанії, здійснюватиме спостереження за погодою на посадковому майданчика[35][43].
- Laser RetroReflector for InSight (LaRRI) (лазерний ретрорефлектор) — виготовлений Італійським космічним агентством, вмонтований у верхній частині модуля[44][45]. Він дасть змогу орбітальним апаратам знаходити InSight навіть після завершення місії за допомогою пасивного лазерного далекоміра[46] і запропонований як вузол марсіанської геофізичної мережі[47]. Пристрій такого ж типу був встановлений на спускному апараті «Скіапареллі» на інструменті Landing-Roving Laser Retroreflector Investigations (кутовий відбивач для визначення місцезнаходження «Скіапареллі» за допомогою лідара) у вигляді алюмінієвого куполу діаметром 54 мм і з вагою 25 г і з вісьмома відбивачами з плавленого кварцу[46].
- Instrument Deployment Arm (IDA) (інструмент для розгортання приладів) — 2,4-метрова роботизована рука, яка використовуватиметься для розгортання інструментів SEIS і HP3 на поверхні Марса[23].
- The Instrument Deployment Camera (IDC) (камера на інструменті для розгортання) — кольорова камера, аналогічна «NavCam», встановленій на марсоходах «Спірит», «Оппортьюніті» і «К'юріосіті». Буде встановлена на руку спускного апарата і послужить для зйомки інструментів на борту і створення тривимірних зображень поверхні довкола апарата. Поле зору камери становить 45°, а роздільна здатність матриці CCD 1024×1024 пікселя[48]. Сенсор камери первісно був чорно-білим, проте пізніше був замінений на кольоровий[49].
- The Instrument Context Camera (ICC) (контекстна камера) — кольорова камера, яка аналогічна камерам hazcam, встановленим на роверах «Спірит», «Оппортьюніті» і «К'юріосіті». Вмонтована нижче корпусу апарата, і має ширококутове панорамне поле зору в 120° і забезпечить додатковий огляд зони розгортання інструментів. Використовує також роздільну здатність CCD-матриці — 1024×1024 пікселів[48].

## Запуск

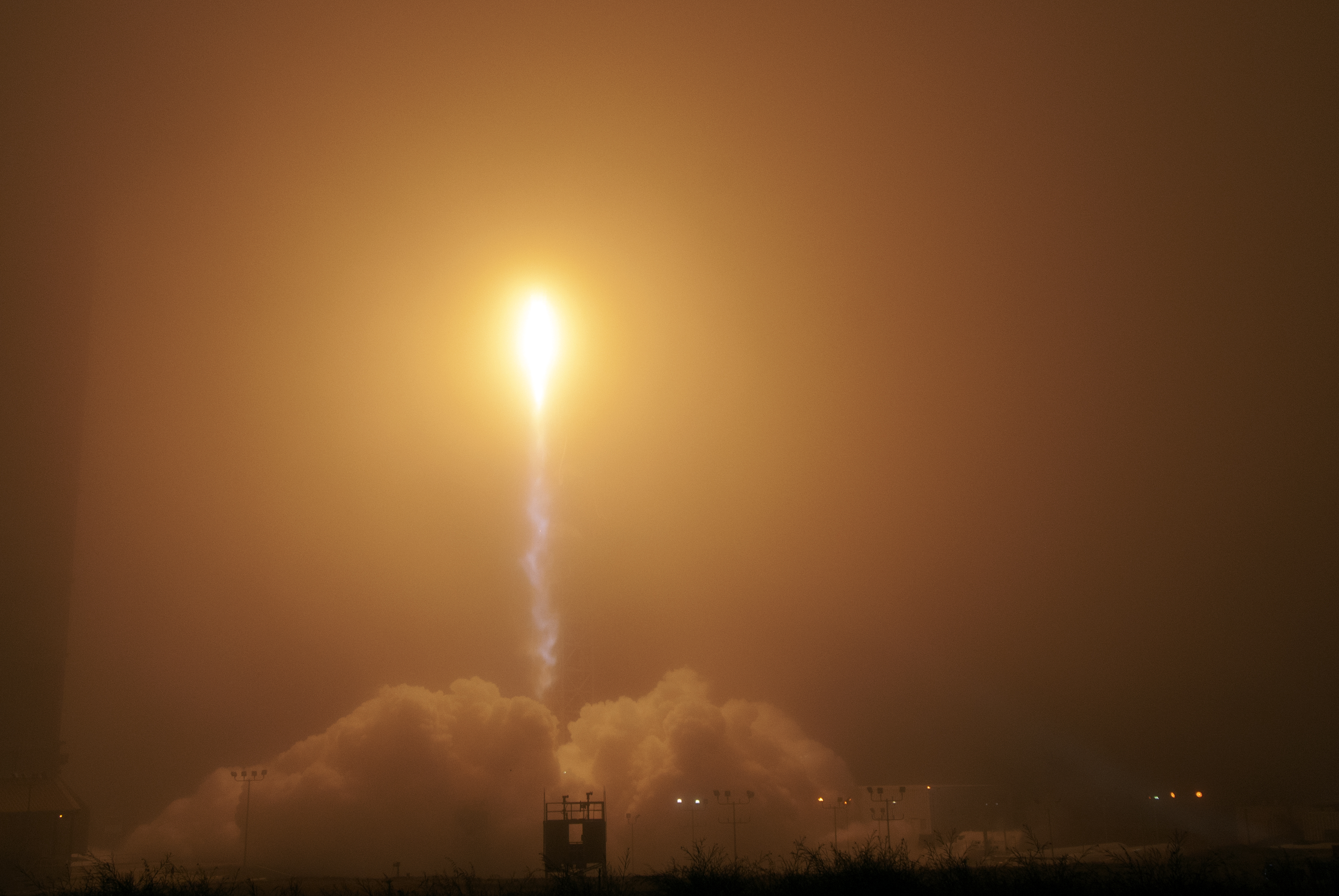
Запуск ракети-носія Atlas V з місією InSight та MarCO з авіабази США Ванденберг, пусковий комплекс 3-Е.

Анімація місії InSight: траєкторія від 5 травня 2018-го до 26 листопада 2018 року
InSight·
Земля·
Марс

Місія InSight успішно була запущена 5 травня 2018 року з бази Ванденберг о 04:05 за Тихоокеанським часом (о 14:05 за київським часом) за допомогою ракети-носія Altas V 401. Це перша міжпланетна місія, запущена з Каліфорнії.
Керування запуском здійснювалося підрозділом НАСА Launch Services Program. Первісно планувалось запустити місію 4 березня 2016 року ракетою-носієм Atlas V 401, проте запуск було відкладено через несправність вакуумної ємності інструменту місії. Пускове вікно було призначене на 5—8 травня 2018 року.
Подорож до Марса триватиме 6,5 місяця, апарат пролетить 484 млн км. Очікується, що спуск на поверхню буде здійснений 26 листопада 2018 року. Якщо приземлення буде успішним, розпочнеться двомісячна фаза по розгортанню систем в складі дворічної основної місії.

## Посадка

### Вибір місця посадки

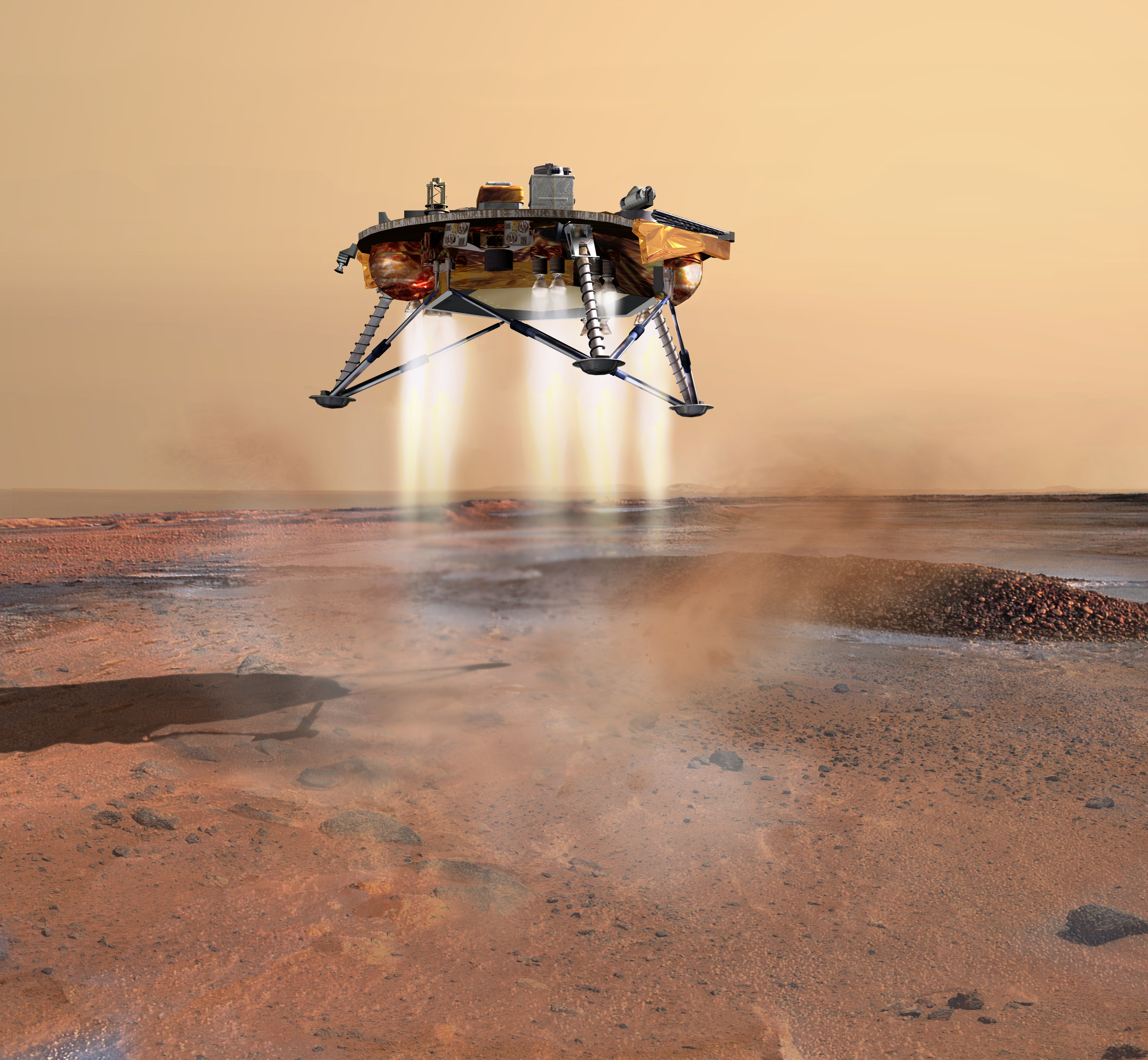
Малюнок: посадка Фенікса, має бути аналогічна посадці InSight

Наукові цілі InSight не пов'язані з будь-якими особливостями поверхні Марса, тому посадкові майданчики обирались виходячи з практичних цілей. Кандидати мали бути біля екватору Марса для забезпечення великої кількості сонячного світла для сонячних панелей цілий рік, низьку висоту для забезпечення достатнього атмосферного гальмування під час посадки. Поверхня має бути пласка (з незначним ухилом), вільна від каміння для зменшення складності посадки під час приземлення і достатньо м'який ґрунт для роботи теплового зонда. Оптимальний майданчик, який задовольняє всім цим вимогам — рівнина Елізій, інші 22 майданчики розміщені у цій місцевості. Лише два майданчика розташовані на необхідній висоті — Рівнина Ісіди і Долини Марінера, проте на них забагато каміння. До того ж у долині Марінера занадто крутий нахил, що може перешкодити безпечній посадці.
У вересні 2013 року кількість варіантів для посадки скоротилося до чотирьох найбільш безпечних з точки зору посадки: це в основному рівна місцевість з невеликою кількістю каменів і незначним ухилом. Усі посадкові місця знаходяться в північній півкулі Марса на рівнині Елізій. Кожен район посадки — еліпс довжиною в 130 кілометрів зі сходу на захід і 27 кілометрів — з півночі на південь. Місце посадки буде визначено за допомогою камер високої роздільної здатності зонда Mars Reconnaissance Orbiter. У березні 2017 науковці повідомили, що обрали місце посадки апарата. Воно розташоване у західній частині рівнини Елізій. Посадковий майданчик розташований у 600 км від місця роботи ровера «К'юріосіті» у кратері Ґейл.

### Посадка на поверхню Марса
26 листопада 2018 року, приблизно о 19:54 UTC НАСА отримало сигнал про успішну посадку InSight на рівнині Елізій. Точне місцезнаходження апарата було визначене пізніше за допомогою супутникової зйомки: 4°30′09″ пн. ш. 135°37′24″ сх. д. / 4.5024° пн. ш. 135.6234° сх. д.. Після приземлення впродовж трьох місяців відбудеться розгортання наукових інструментів. Після цього розпочнуться дослідження Марса, які триватимуть, як очікується, два роки.

## Робота на планеті
- 19 грудня 2018 року на марсіанській землі був закладений сейсмометр[65].
- 14 березня, 6 квітня, 10 та 11 квітня 2019 року сейсмометр SEIS (Seismic Experiment for Interior Structure) зареєструвала сейсмічні шоки на Марсі[66].
- 23 вересня 2019 року камера HiRISE американського зонда Mars Reconnaissance Orbiter зробила знімок місця посадки InSight з висоти 272 кілометра, на якому видно дві круглі сонячні панелі з обох сторін корпусу посадкового модуля і яскрава пляма, яка являє собою куполоподібну захисну кришку над сейсмометром SEIS[67].

- У листопаді 2019 р. повідомлено, що модуль InSight, розташований на Марсі, відновив роботу бурової установки HP3, щоб заглибитися на кілька сантиметрів у поверхню Червоної планети[68].
- У січні 2021 року після численних невдач команда визнала, що інструмент HP3 не здатен заглибитись на потрібну глибину, оскільки ґрунт має властивості, відмінні від очікуваних[69].

## Завершення місії
Місія NASA InSight завершилася в грудні 2022 року, після чотирьох років вивчення геологічної активності на Марсі. Під час досліджень робот зафіксував понад 1300 марсіанських поштовхів, зокрема найсильніший з усіх, які коли-небудь були зафіксовані космічним апаратом. Ці дані довели, що Марс насправді не є мертвим у геологічному сенсі. Апарату також вдалося проаналізувати ядро планети та передавати щоденні зведення погоди на Марсі. 
На відміну від марсоходів Perseverance і Curiosity, які працюють на ядерних двигунах, посадковий модуль InSight покладався на сонячну енергію. Своєю чергою, марсіанський пил, яким з часом засипало сонячні панелі апарата, знизив потужність InSight. Зрештою батареї апарата повністю розрядилися і він припинив свою роботу. У травні 2024 року, за повідомленням Mashable, марсіанський розвідувальний орбітальний апарат NASA Mars Reconnaissance Orbiter (MRO) виявив InSight на поверхні Червоної планети.

## Команда та учасники

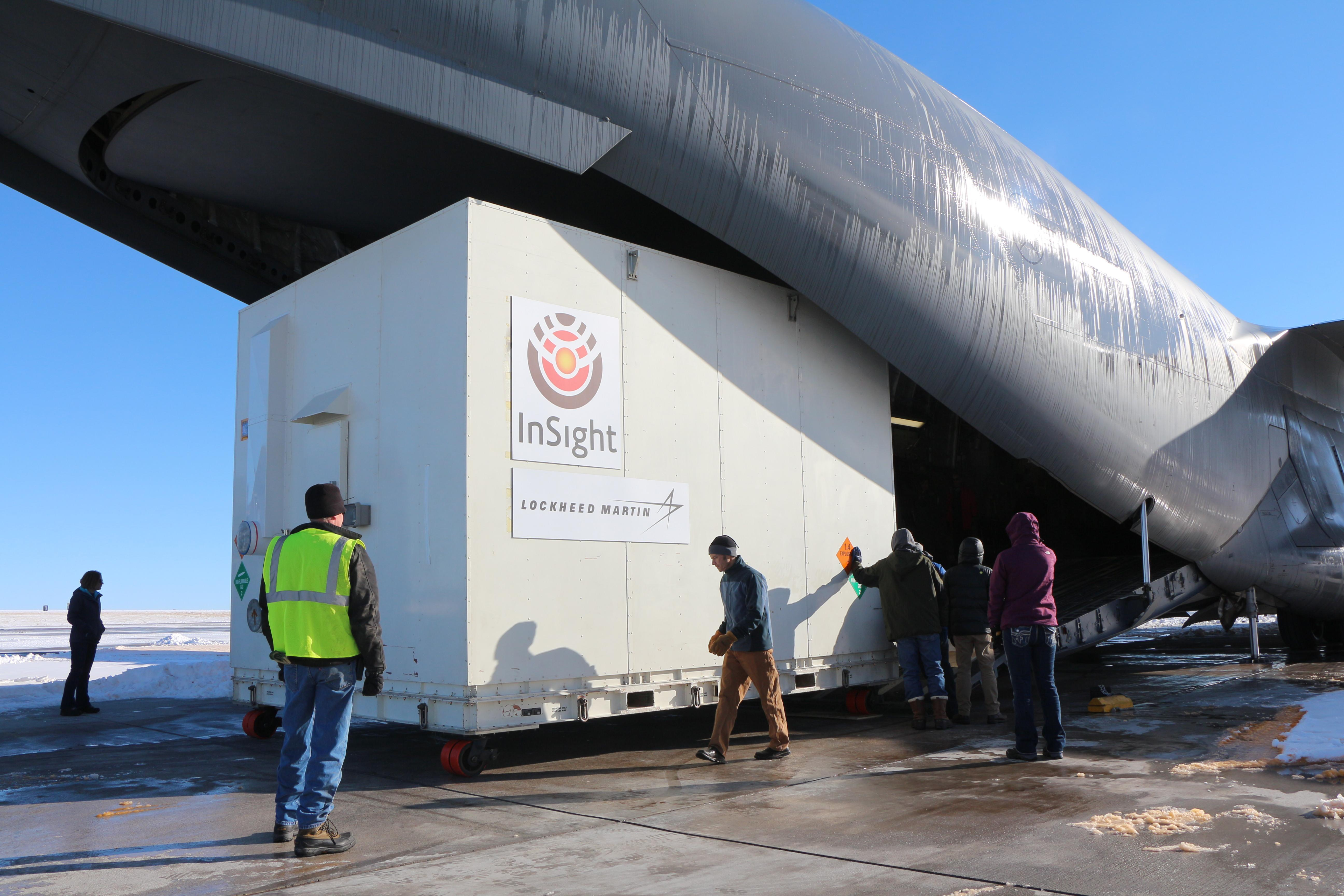
InSight завантажується до літака для транспортування у Каліфорнію у грудні 2015 року.

Команда InSight складається зі спеціалістів багатьох галузей, країн та організацій. Команда підписала угоди з співробітництва зі спеціалістами з США, Франції, Німеччини, Австрії, Бельгії, Канади, Японії, Швейцарії, Іспанії та Великої Британії.
Інженер проєкту Mars Exploration Rover — Брюс Банердт — головний керівник місії InSight і головний інженер інструменту SEIS.
Сюзанна Смрекар, яка займається дослідженнями термальної еволюції планет і яка проводила розробку і тестування інструментів для вимірювання термальних показників і теплового потоку інших планет — головний спеціаліст інструменту InSight — HP3. Самі Асмар, експерт з вивчення радіохвиль, головний спеціаліст, відповідальний за інструмент RISE. Команда місії також включає проєктного менеджера Тома Хоффмана і заступника керівника проєкту Генрі Стоуна.
Головні агенції і інституції-партнери місії:
Національні агентства:
- НАСА
- Національний центр космічних досліджень Франції
- Німецький аерокосмічний центр

Взаємодіючі установи:
- Лабораторія реактивного руху
- Lockheed Martin
- Паризький інститут фізики Землі
- Федеральна вища технічна школа Цюриха
- Інститут досліджень Сонячної системи ім. Макса Планка
- Імперський коледж Лондона
- Вищий інститут аеронавтики та космосу
- Оксфордський університет
- Астробіологічний центр
- Центр космічних досліджень Польської академії наук

## Чипи з іменами

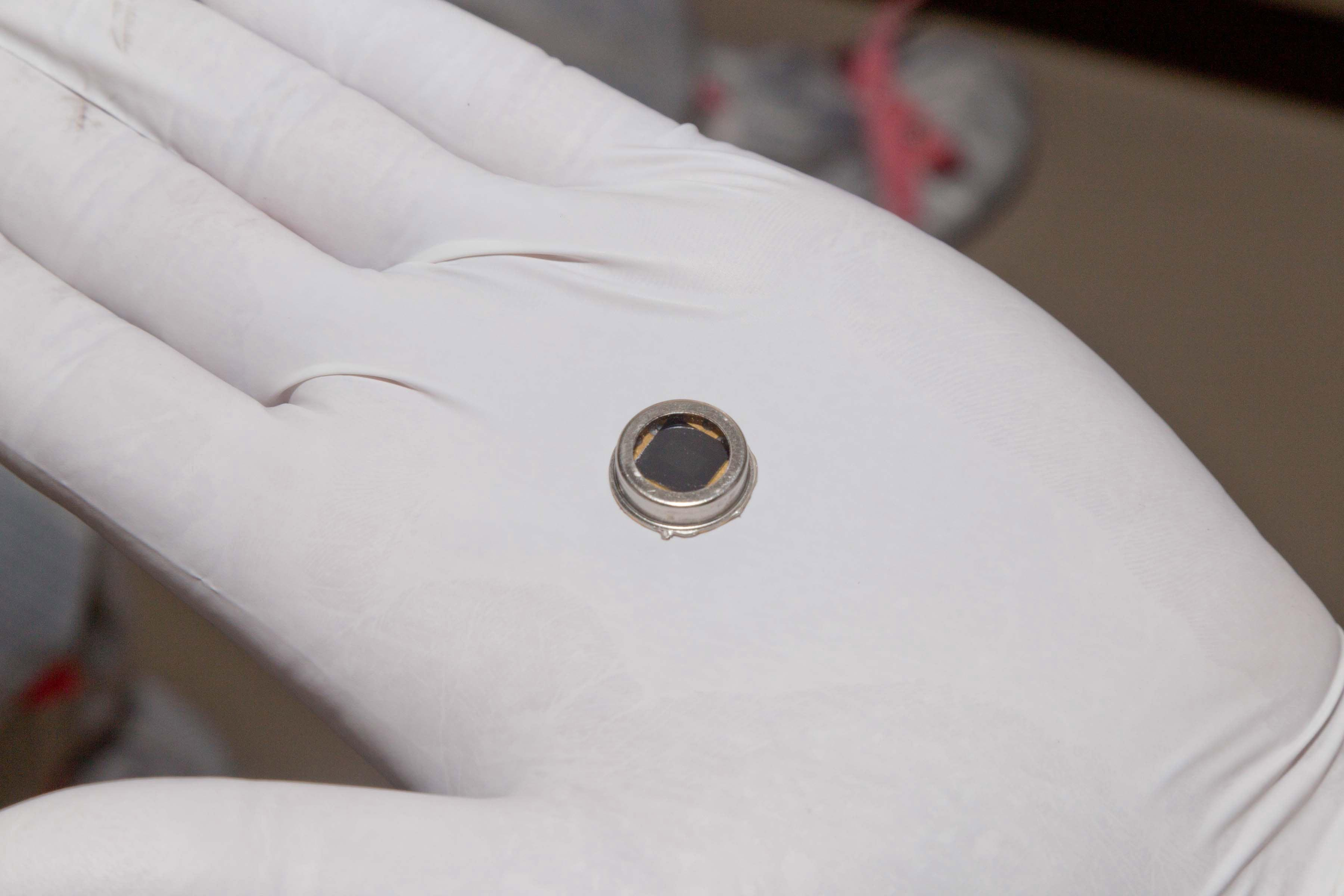
Перший чип з іменами для InSight

У рамках взаємодії з громадськістю НАСА організувало проєкт, за яким усі охочі зможуть відправити своє ім'я на Марс на борту апарата InSight. Через затримку запуску проєкт був подовжений і було зібрано близько 2,4 млн імен: 826 923 імені було зареєстровано у 2015 році, після цього у 2017 році було зібрано 1,6 млн імен. Електронний промінь використовувався, щоб вигравірувати імена розміром 1/1000 ширини людської волосини на 8 мм кремнієвих пластинах. Перший чип було встановлено у листопаді 2015 року, другий у січні 2018 року.

## Кубсати

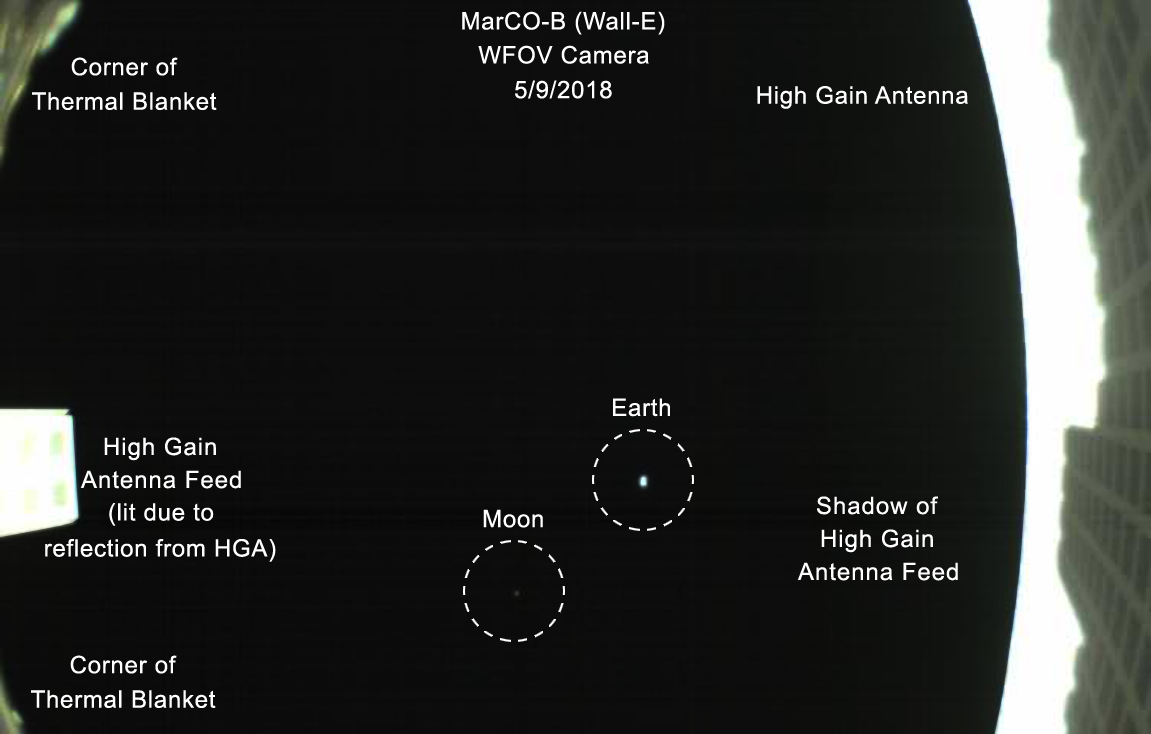
Краєвид на Землю і Місяць з кубсата (9 травня 2018 року)

Mars Cube One — це пара кубсатів формату 6U, які розміщені на ракеті-носії разом з апаратом InSight для тестування навігації і витривалості в умовах глибокого космосу, а також допомогти передавати інформацію під час входження в атмосферу, спуску і приземлення InSight в реальному часі.
Два кубсати, названі «MarCO» A and B — ідентичні. Їх розміри 30 см × 20 см × 10 см. Вони не будуть виходити на орбіту, проте пролетять повз Марс під час входження апарата InSight в атмосферу, зниження і приземлення і вимірюватимуть і передаватимуть дані щодо апарата в реальному часі. MarCO — це демонстрація комунікаційної ретрансляційної системи.
Ракета-носій Atlas V запустить кубсати разом з апаратом InSight, після цього два кубсати відділяться від верхнього ступеня і подорожуватимуть окремо своєю власною траєкторією. Це значно відрізняється від двох зондів Deep Space 2, які були прикріплені до спускного апарата Mars Polar Lander на шляху до Марса. Біля Марса зонди відділились для їх власної міні-місії, проте вони не вийшли на зв'язок, апарати були втрачені під час посадки.

## Карта Марса

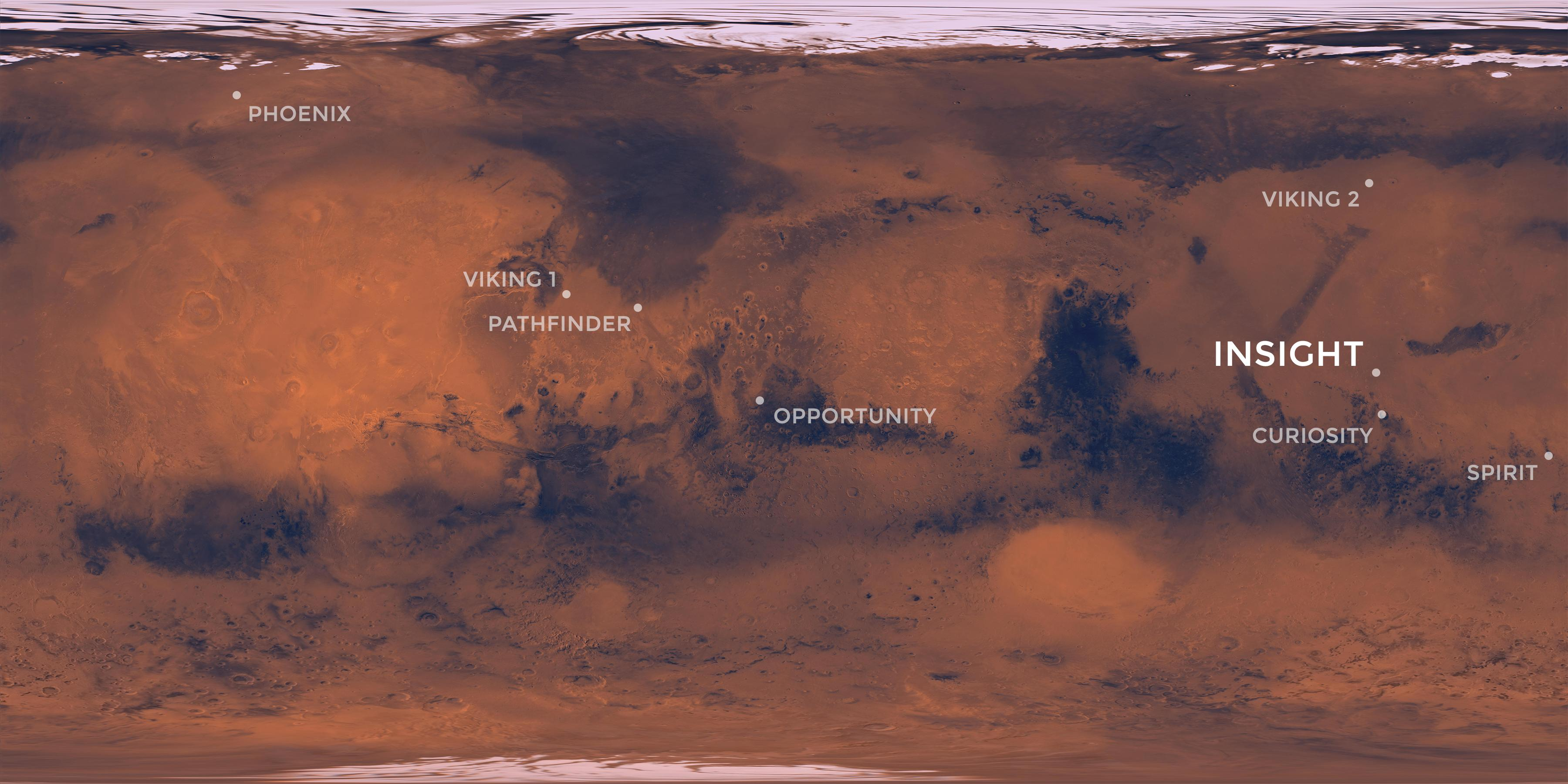
Посадкова зона InSight і інших апаратів НАСА.